# Capitão Gervásio Oliveira
Capitão Gervásio Oliveira est une municipalité brésilienne située dans l'État du Piauí.